# Nemuno žiedas
Nemuno žiedas, ros. Niemanskoje kolco (Неманское кольцо) – tor wyścigowy na Litwie, znajdujący się w miejscowości Kaczerginie.

## Historia
Pod koniec lat 50. w ZSRR budowano takie tory wyścigowe, jak Niewskoje kolco, Bikernieki, Ojaküla-Vanamõisa-Põvvatu czy Pirita-Kose-Kloostrimetsa. Na fali tego w 1959 roku pojawił się pomysł budowy toru ulicznego w okolicach Kowna. Początkowo planowano zbudować tor w północno-zachodniej części Kowna, jednak byłby on zbyt kosztowny i pomysł zarzucono. W 1960 roku Leon Gastila zasugerował wytyczenie toru w wiosce Kaczerginie około 15 km od Kowna. Tor miał początkowo kształt trójkąta, z czego jedna prosta była fragmentem autostrady, a na dwie proste składały się lokalne drogi. Tor miał tylko pięć zakrętów i łączną długość 5398 m. Szerokość trasy wynosiła 6,5 m na autostradzie i 4,5 m na pozostałych odcinkach. Tor był wyłożony asfaltem, z wyjątkiem jednego krótkiego brukowego odcinka. Większość trasy prowadziła przez las. Charakterystyczną cechą toru była duża różnica wzniesień, wynosząca 42 m.
Pierwsze wyścigi na torze Niemanskoje kolco odbyły się w dniach 27–28 maja 1961 i stanowiły eliminacje mistrzostw ZSRR w formułach: Libre, 3 i Junior, a także w grupach A, B, G i W. Po zawodach przebudowano tor, poszerzając trasę do około siedmiu metrów, kładąc nową nawierzchnię i przebudowując niektóre zakręty. W efekcie zmian długość okrążenia wynosiła 5450 m. W 1964 roku po raz pierwszy na Niemanskoje kolco odbyły się wyścigi motocyklowe. Organizacja odznaczała się wysokim poziomem, a wspierały ją Komunistyczna Partia Litwy, DOSAAF i Rada Miasta Kowna. Dzięki rozreklamowaniu zawody oglądało do 30 000 widzów.
W 1967 roku doszło do największej tragedii w historii sportów motorowych w ZSRR: 9 kwietnia na torze Wake-Saburtalo Bajzet Biedżaszew wjechał w tłum widzów, zabijając sześć osób. W efekcie tego od 1967 roku na Niemanskoje kolco nie organizowano wyścigów. Po tym fakcie bardzo szybko postanowiono o budowie stałego toru w Kaczerginiach. Prace projektowe rozpoczęły się w 1968 roku w Instytucie Litgiprodor. Prace zakończono jesienią 1970 roku. Według nowego projektu tor prowadził na południe od autostrady, nadal wykorzystując jej część. Długość toru wynosiła 6079 m, a jej szerokość – dziewięć metrów. Budowa toru rozpoczęła się w 1971 roku, a ukończenie prac – jesienią 1974 roku. Mimo braku niezbędnej infrastruktury, w dniach 12–13 października 1974 na nowej wersji Niemanskoje kolco rozegrano mistrzostwa Litewskiej SRR. Prace zakończono w 1976 roku, jednakże tor był wykorzystywany wyłącznie do wyścigów motocyklowych. Jednym z powodów absencji samochodów był stosunkowo niski poziom bezpieczeństwa.
W połowie lat 80. rozpoczęła się kolejna przebudowa toru. W założeniu tor miał był zupełnie niezależny od sieci dróg. Nowo wybudowany obiekt mógł mieć cztery długości: 6995, 4735, 3420 i 3270 m. Szerokości trasy wynosiła dziewięć metrów, a maksymalna różnica wysokości – 36 m. Zaplanowano także budowę dróg dojazdowych, trybun, boksów, parkingu oraz torów: kartingowego i motocyklowego, dzięki czemu Niemanskoje kolco miał być czwartym kompleksem sportów motorowych. Jednakże wskutek braku pieniędzy i złego planu zamiary te nie zostały zrealizowane. Tor został oficjalnie otwarty 25 października 1987 roku, chociaż nie był jeszcze wówczas ukończony. Po rozpadzie ZSRR ukończenie planowanych budowli nastąpiło w 1999 roku. Jednocześnie używana była tylko najkrótsza wersja toru, a jego południowa część uległa zniszczeniu.